# Gnathmocerodes
Gnathmocerodes is een geslacht van vlinders van de familie bladrollers (Tortricidae), uit de onderfamilie Olethreutinae.

## Soorten
- G. euplectra (Lower, 1908)
- G. labidophora Diakonoff, 1973
- G. lecythocera (Meyrick, 1937)
- G. petrifraga Diakonoff, 1968
- G. tonsoria (Meyrick, 1909)